# شلکوونیکوف (آدیغیه)
شلکوونیکوف (به لاتین: Shelkovnikov) یک منطقهٔ مسکونی در روسیه است که در شهرستان کوشخابلسکی واقع شده‌است. شلکوونیکوف ۳۰۴ نفر جمعیت دارد.